# Teraphim
Als Teraphim (hebr. תְּרָפִים trafím) bezeichnet man ein Bild oder eine leicht transportable Figur eines Familiengottes semitischer Nomaden. Der Begriff erscheint an verschiedenen Stellen des Alten Testaments der Bibel (z. B. Gen 31,19 , 1 Sam 19,13  und Hos 3,4 ).
Teraphim wurden in besonderen Nischen oder an verborgenen Orten aufgestellt und dienten zur Weissagung. Man maß ihnen eine prophetische Kraft zu. Zugleich waren sie Schutzgötter, die Haushalt und Gewerbe bewachten. Gemäß einer Tafel, die in Nuzi gefunden wurde, konnte der Besitz von Hausgöttern einen Adoptivsohn als rechtmäßigen Erben kennzeichnen.